# Lakeshire (Misuri)
Lakeshire es una ciudad ubicada en el condado de San Luis en el estado estadounidense de Misuri. En el Censo de 2010 tenía una población de 1432 habitantes y una densidad poblacional de 2.645,45 personas por km².

## Geografía
Lakeshire se encuentra ubicada en las coordenadas 38°32′24″N 90°20′17″O / 38.54000, -90.33806. Según la Oficina del Censo de los Estados Unidos, Lakeshire tiene una superficie total de 0.54 km², de la cual 0.54 km² corresponden a tierra firme y (0%) 0 km² es agua.

## Demografía
Según el censo de 2010, había 1432 personas residiendo en Lakeshire. La densidad de población era de 2.645,45 hab./km². De los 1432 habitantes, Lakeshire estaba compuesto por el 93.72% blancos, el 2.86% eran afroamericanos, el 0.21% eran amerindios, el 0.49% eran asiáticos, el 0.14% eran isleños del Pacífico, el 1.12% eran de otras razas y el 1.47% pertenecían a dos o más razas. Del total de la población el 3.28% eran hispanos o latinos de cualquier raza.